# Juliette of De voorspoed van de ondeugd
Juliette of De Voorspoed van de Ondeugd is een erotische roman geschreven door de markies de Sade en gepubliceerd tussen 1797–1801, die De Sades roman Justine vergezelt. Terwijl Justine, de zus van Juliette, een deugdzaam meisje was dat daardoor alleen maar wanhoop en misbruik tegenkwam, is Juliette een amorele nymfomane moordenares die succes heeft en gelukkig is. De volledige titel van de roman in het originele Frans is L'Histoire de Juliette ou les Prospérités du vice, en de Engelse titel is Juliette, or Vice Amply Reward (versus Justine or Good Conduct Well-Chastised, over Juliettes deugdzame zus). Net als veel van zijn andere werken volgt Juliette een patroon van gewelddadige pornografische scènes, gevolgd door lange verhandelingen over een breed scala aan filosofische onderwerpen, waaronder theologie, moraal, esthetiek, naturalisme en ook De Sades duistere, fatalistische kijk op de wereld metafysica.

## Synopsis
Het meisje Juliette vertelt hoe zij in een kloosterschool tot seksueel wangedrag wordt verleid en nadien in een bordeel, later nog als beschermelinge van een rijke wellusteling, alle seksuele afwijkingen enthousiast leert ontdekken. Nadrukkelijk en zeer opzettelijk streeft ze ernaar alle slechtheid te bedrijven die haar volgens de geldende moraal verboden zijn, naast seksuele losbandigheid ook misdaden als diefstal, verraad en moord. De gedetailleerd beschreven uitspattingen worden herhaaldelijk onderbroken door langdurige filosofische bespiegelingen, waarin het wangedrag verdedigd wordt tegen de verachtelijke christelijke moraal en de machtspositie van kerk en staat.

## Achtergronden

### Historische figuren inJuliette
Een lange audiëntie bij paus Pius VI is een van de meest uitgebreide scènes in Juliette. De heldin pocht met haar leerproces tegenover de paus (die ze het vaakst bij zijn seculiere naam "Braschi" noemt) met een catalogus van vermeende immorele daden begaan door zijn voorgangers. De audiëntie eindigt, zoals bijna elke andere scène in het verhaal, met een orgie (Pius wordt afgeschilderd als zelf een geheime libertijn).
Kort daarna vertelt het mannelijke personage Brisatesta over twee schandalige ontmoetingen. De eerste is met "prinses Sophia, nicht van de koning van Pruisen", die net is getrouwd met "de stadhouder" in Den Haag. Hier wordt vermoedelijk Wilhelmina van Pruisen, prinses van Oranje bedoeld, die in 1767 met Willem V van Oranje trouwde, de laatste Nederlandse stadhouder, en nog leefde toen Juliette dertig jaar later werd gepubliceerd. De tweede ontmoeting is met Catharina de Grote, keizerin van Rusland.

### Adaptaties
- Juliette de Sade, Italiaans-Zweedse film van Warren Kieferuit 1969
- Juliette, korte film van Jess Franco uit 1970 met Soledad Miranda als Juliette
- Justine and Juliette, Zweedse erotische komediefilm van regisseur Mac Ahlberg uit 1975
- Monsieur Sade, Franse dramafilm van Jacques Robin uit 1977
- In 2013 is een graphic novel van Raulo Caceres verschenen, getiteld Justine & Juliette de Sade.

### "Juliette" in film
- Annie Girardot in Le vice et la vertu (1963) van Roger Vadim
- Maria Rohm in Marquis de Sade: Justine (1969) van Jesús Franco
- Maria Pia Conte in Juliette de Sade (1969) van Warren Kiefer
- Soledad Miranda in de verloren korte film Juliette (1970) van Jess Franco
- France Verdier in Justine de Sade (1972) van Claude Pierson
- Anne Bie Warburg in Justine och Juliette (1975) van Mac Ahlberg
- Juliette de Fillerval in Monsieur Sade (1977) van Jacques Robin
- Lydia Lisle in Cruel Passion (1977) van Chris Boger
- Nathalie Juvet (stemrol) in Marquis (1989) van Henri Xhonneux
- Cortney Willis in Justine (2016) van Jac Avila

## Vertalingen in het Nederlands
- Juliette, vertaling Rene Gysen, Gust Gils, Freddy de Vree, Claude C. Krijgelmans. Walter Soethoudt, 1970 (6 delen)
- Juliette, of De voorspoed van de ondeugd. (1e en 2e periode), vertaling Hans Warren, Bert Bakker, 1972
- Juliette, of De voorspoed van de ondeugd. (3e en 4e periode), Bert Bakker, 1974
- Juliette, of De voorspoed van de ondeugd, Bert Bakker, 1980
- Juliette, of De voorspoed van de ondeugd, Prometheus, 1981
- Juliette, of De voorspoed van de ondeugd. (1e en 2e periode), Ooievaar Pockets, 1994
- Juliette, of De voorspoed van de ondeugd. (3e en 4e periode), Ooievaar Pockets, 1995, heruitgave volledige versie in 1995